# Desmia quadrinotalis
Desmia quadrinotalis là một loài bướm đêm trong họ Crambidae.